# Luchthaven Cần Thơ
De Luchthaven Cần Thơ, ook bekend als luchthaven Trà Nóc, (Vietnamees: Sân bay Trà Nóc) is een luchthaven in Cần Thơ in de Mekong-delta, Vietnam. De luchthaven ligt 2 km van de binnenstad. De luchthaven ligt even ten zuiden van Trà Nóc.